# Península de Cobourg
La península de Cobourg (del inglés: 'Cobourg Peninsula')  es una pequeña península localizada en la costa norte de Australia, a unos 350 km al este de la ciudad de Darwin en el Territorio del Norte. Es muy accidentada, con muchas calas y bahías, y comprende una superficie de unos 2.100 km². Está prácticamente deshabitada, con una población de entre 20 y 30 personas que viven en cinco granjas o ranchos familiares, pero sin ningún tipo de asentamiento notable o pueblo. Está separada de la isla Croker (de 331,5 km²), en el este, por el estrecho de Bowen, de 8,5 kilómetros de largo y que tiene unos 2,5 km de ancho en el sur y hasta 7 km en el norte. En el oeste, está separada de la Isla Melville por el estrecho de Dundas. Desde cabo Don, el punto más occidental de la península, a punta Soldier, en el este de la isla de Melville, la distancia es de 28 km. En el norte está el mar de Arafura, y en el sur el golfo de Van Diemen. La mayor altura es el monte Roe, en el sur, con solamente 160 metros.
Toda la península de Cobourg forma parte del parque nacional Garig Gunak Barlu, que también incluye algunas islas cercanas a la costa. Es sobre todo una atracción turística, conocida por su naturaleza virgen, que alberga una gran variedad de vida marina, así como el mayor rebaño del mundo de pura cepa de banteng. También es conocida por su cultura aborigen. Si bien está escasamente habitada hoy en día, se intentó fundar un puerto comercial importante en su costa norte, Port Essington, del que permanecen aún las ruinas, que siguen siendo visibles en la actualidad.
La península fue bautizada así por Phillip Parker King, en honor al Príncipe Leopoldo de Sajonia-Coburgo, más tarde conocido como Leopoldo I de Bélgica.
No hay ningún asentamiento notable ni pueblo en la península de Cobourg, sólo unas pocas granjas familiares y otros establecimientos a lo largo o cerca de la costa norte; de oeste a este, son los siguientes:
- Cabo Don Luz (faro);
- Cabo Don Airport (ICAOICódigo YCPD) (aeródromo de hierba de 1800 m, abierto el 8 de noviembre de 1989);
- Punta Araru (Araru) (granja familiar);
- Ardbinae (Adbanae, bahía Trepang) (granja familiar);
- Port Essington (Victoria Settlement)  (antiguo asentamiento europeo);
- Gumuragi (Gumeragi, Reef Point) (granja familiar);
- Algarlalgari (punta Black) (estación de guardaparques);
- Ngardimardi (punta Smith) (zona de acampada);
- Gul Gul (punta Danger) (ruinas abandonadas de una antigua granja familiar);
- Meriah (Mariah, bahía Raffles) (granja familiar);
- Irgul (Irgul Point) (granja familiar);

El pueblo más cercano es Minjilang en la cercana isla Croker, situada al este.